# Liga Națională (handbal masculin)
Liga națională de handbal masculin cunoscută și ca Liga Zimbrilor este primul eșalon valoric al handbalului masculin românesc. Campionatul a fost înființat în anul 1933, jucându-se handbal în 11, iar forma actuala a fost fondată în 1958.

## Cluburile românești în competiții europene în sezonul 2025-26
| Competiție           | Echipă              | Progres |
| -------------------- | ------------------- | ------- |
| Liga Campionilor EHF | Dinamo București    | Grupe   |
| Liga Europeană EHF   | Potaissa Turda      | Grupe   |
| Liga Europeană EHF   | HC Minaur Baia Mare | Runda 1 |
| Cupa Europeană EHF   | HC Buzău            | Runda 2 |
| Cupa Europeană EHF   | CSM Constanța       | Runda 1 |

## Istoria

### Handbal în 11

#### Perioada interbelică
În anii 1931 și 1932 s-a desfășurat „Campionatul Transilvaniei”, între selecționate pe oraș, ambele ediții au fost câștigate de selecționata Sibiului. Primul campionat, considerat a fi național, este cel din 1933 organizat de comisia din Sibiu și câștigat de HTV Sibiu (Handball Turn Verein Sibiu). Începând cu ediția din 1934 campionatul este organizat de  F.R.V.B. sub forma a 3 serii: Centru – Ardeal, Vest – Banat și Sud – București, campiona fiind stabilită în urma unei finale.
În perioada războiului activitatea handbalistică în mod practic aproape a încetat și totuși impătimiții acestui sport din Ardeal și București reușesc să organizeze sporadic întalniri amicale și chiar campionate. Din fericire, handbalul este menținut ca joc sportiv în cadrul multor unitati militare, sub forma unor concursuri. În anii 1940, 1944 și 1945 nu se organizează nici un campionat național, iar în 1941, 1942 și 1943 se organizează niște campionate ce, mai târziu, nu vor fi omologate din cauza deselor absențe de la meciuri a echipelor.
| Sezonul | Campioana                                                             | Scorul                                                                | Finalista                                                             |
| ------- | --------------------------------------------------------------------- | --------------------------------------------------------------------- | --------------------------------------------------------------------- |
| 1933    | HTV Sibiu (1)                                                         | 15 - 1                                                                | SC Muncitorul Lugoj                                                   |
| 1934    | HTV Sibiu (2)                                                         | 7 - 2                                                                 | VIFORUL DACIA București                                               |
| 1935    | HTV Sibiu (3)                                                         | v - v                                                                 | SG Sighișoara                                                         |
| 1936    | HTV Sibiu (4)                                                         | v - v                                                                 | HTV Bistrița                                                          |
| 1937    | SG Sibiu (5)                                                          | v - v                                                                 | SG Bistrița                                                           |
| 1938    | SG Sibiu (6)                                                          | v - v                                                                 | SG Sighișoara                                                         |
| 1939    | SG Bistrița (1)                                                       | v - v                                                                 | SG Sighișoara                                                         |
| 1940    | Campionatul întrerupt din cauza războiului                            | Campionatul întrerupt din cauza războiului                            | Campionatul întrerupt din cauza războiului                            |
| 1941¹   | Viforul Dacia București (1) (câștigă prin neprezentarea adversarului) | Viforul Dacia București (1) (câștigă prin neprezentarea adversarului) | Viforul Dacia București (1) (câștigă prin neprezentarea adversarului) |
| 1942¹   | SC Liceul Stephan Ludwig Roth Mediaș (1)                              | v - v                                                                 | Selectionata București                                                |
| 1943¹   | CSM Mediaș(Liceul Ludwig Rothh) (2)                                   | 13 - 10                                                               | București                                                             |
| 1944    | Campionatul întrerupt din cauza războiului                            | Campionatul întrerupt din cauza războiului                            | Campionatul întrerupt din cauza războiului                            |
| 1945    | Campionatul întrerupt din cauza războiului                            | Campionatul întrerupt din cauza războiului                            | Campionatul întrerupt din cauza războiului                            |

- ¹–Campionat de război ce ulerior nu a fost omologat

#### Perioada postbelică
Activitatea handbalistică reîncepe imediat după război sub conducerea unei structuri nou create, „Organizația Sportul Popular”. „Organele sindicale”, și acestea nou create și controlate de Partidul Comunist Român, primesc sarcina de a organiza și finanța activitatea sportivă, atât cea de masă cât și cea de performanță.
Primele patru ediții ale campionatului național s-au desfășurat în sistem cupă, fiind dominate mai ales de echipe din Ardeal și Banat, ce aveau în componența lor mulți jucători de origine germană, sași și sârbi. După 1950, echipele bucureștene CCA (Steaua din 1961) și Dinamo vor câștiga 9 din cele 13 ediții de campionat și doar în 1962 nici una dintre acestea nu s-a regăsit în primele trei la finalul campionatului.
| Sezonul | Campioana               | Scorul | Finalista         |
| ------- | ----------------------- | ------ | ----------------- |
| 1946    | Victoria Sighișoara (1) | v - v  | Karres Medias     |
| 1947    | Karres Mediaș (1)       | v - v  | CFR Sighișoara    |
| 1948    | Arsenal Sibiu (1)       | v - v  | 11 Iunie Ploiești |
| 1949    | Arsenal Sibiu (2)       | v - v  | CFR Sighișoara    |

| Sezonul | Campionii                                             | Locul II                          | Locul III                                |
| ------- | ----------------------------------------------------- | --------------------------------- | ---------------------------------------- |
| 1950    | CCA București (1) A: Franz Monis                      | Metalul Sibiu A: Ioan Schuschning | Știinta Timișoara A: Gheorghe Gunnesch   |
| 1951    | CCA București (2) A: Franz Monis                      | Dinamo Brașov A: Otto Schmitz     | Metalul Sibiu A: Ioan Schuschning        |
| 1952    | CCA București (3) A: Franz Monis (în tur), Ioan Kunst | Dinamo Brașov A: Otto Schmitz     | CSA Sibiu A: Wilhelm Kirschner           |
| 1953    | Dinamo Brașov (1) A:Otto Schmitz                      | CCA București A: Ioan Kunst       | Dinamo București A: Iulian Căliman       |
| 1954    | CCA București (4) A: Ioan Kunst                       | Dinamo Brașov A: Otto Schmitz     | Flamura Roșie Jimbolia A: Wegeman Roland |
| 1955    | CCA București (5) A: Ioan Kunst                       | Dinamo Brașov A: Otto Schmitz     | Voința Sibiu A: Wilhelm Kirschner        |
| 1956    | Știinta Timișoara (1) A: Constantin Lache             | CCA București A: Ioan Kunst       | Dinamo Brașov A: Dumitru Lupescu         |
| 1957    | CCA București (6) A: Ioan Kunst                       | Dinamo Brașov A: Dumitru Lupescu  | Voința Sibiu A: Wilhelm Kirschner        |
| 1958    | Dinamo Brașov (2) A: Dumitru Lupescu                  | CCA București A: Ioan Kunst       | Voința Sibiu A: Wilhelm Kirschner        |
| 1959    | Dinamo București (1) A: Oprea Vlase                   | CSMR Reșița A: Mihai Szucik       | CCA București A: Ioan Kunst              |
| 1960    | Chimia Făgăraș (1) A: Dumitru Lupescu                 | Dinamo București A: Oprea Vlase   | CCA București A: Ioan Kunst              |
| 1961    | CCA București (7) A: Ioan Kunst                       | Chimia Făgăraș A: Dumitru Lupescu | Voința Sibiu A: Carol Martini            |
| 1962    | Chimia Făgăraș (2) A: Dumitru Lupescu                 | CSMR Reșița A: Wilhelm Kudlimai   | Textila Cisnădie A: Wilhelm Kirschner    |
| 1963    | Dinamo București (2) A: Oprea Vlase                   | Steaua București A: Ioan Kunst    | Chimia Făgăraș A: Dumitru Lupescu        |

### Handbal în  7

#### Categoria A
În sezonul 1958-59 începe prima ediție a campionatului național desfășurat în șapte, acesta purta denumirea de „Categoria A” și era alcătuit din două serii (Est și Vest) a 10 echipe. Cluburile clasate pe primele două locuri, în fiecare serie, obțineau calificarea pentru turneul final. 
În această perioadă cea mai bună evoluție a avut-o clubul Dinamo București care a câștigat 8 din cele 9 ediții disputate în acest format, Steaua București a reușit și ea să își adjudece un trofeu.
| Sezonul | Campionul                                | Locul II                             | Locul III                                 | Locul IV                                  |
| ------- | ---------------------------------------- | ------------------------------------ | ----------------------------------------- | ----------------------------------------- |
| 1958-59 | Dinamo București (1) A: Oprea Vlase      | Rapid București A: Cornel Oprișan    | Stiinta Timișoara A: Ladislav Bara        | Tehnometal Timișoara A: Wilhelm Zawadschi |
| 1959-60 | Dinamo București (2) A: Oprea Vlase      | Rapid București A: Cornel Oprișan    | CCA București A: Cosma Liță               | Stiinta Timișoara A: Ladislav Bara        |
| 1960-61 | Dinamo București (3) A: Oprea Vlase      | Stiinta Timișoara A: Ladislav Bara   | Tehnometal Timișoara A: Wilhelm Zawadschi | Rapid București A: Cornel Oprișan         |
| 1961-62 | Dinamo București (4) A: Oprea Vlase      | CCA București A: Ioan Ghermănescu    | Tehnometal Timișoara A: Wilhelm Zawadschi | Stiinta Timișoara A: Ladislav Bara        |
| 1962-63 | Steaua București (1) A: Ioan Ghermănescu | Dinamo București A: Oprea Vlase      | Dinamo Brașov A: Ioan Donca               | Știinta Timișoara A: Ladislav Bara        |
| 1963-64 | Dinamo București (5) A: Oprea Vlase      | Steaua București A: Ioan Ghermănescu | Dinamo Brașov A: Ioan Donca               | Stiinta Timișoara A: Ladislav Bara        |
| 1964-65 | Dinamo București (6) A: Oprea Vlase      | Steaua București A: Ioan Ghermănescu | Dinamo Brașov A: Ioan Donca               | Stiinta Timișoara A: Ladislav Bara        |

#### Divizia A
| Sezonul | Campionii                 | Locul II                | Locul III               |
| ------- | ------------------------- | ----------------------- | ----------------------- |
| 1965–66 | Dinamo București (7)      | Steaua București        | Universitatea București |
| 1966–67 | Steaua București (2)      | Dinamo București        | Politehnica Timișoara   |
| 1967–68 | Steaua București (3)      | Dinamo București        | Dinamo Bacău            |
| 1968–69 | Steaua București (4)      | Dinamo București        | Universitatea Cluj      |
| 1969–70 | Steaua București (5)      | Dinamo București        | Universitatea Cluj      |
| 1970–71 | Steaua București (6)      | Dinamo București        | Universitatea București |
| 1971–72 | Steaua București (7)      | Dinamo București        | Universitatea București |
| 1972–73 | Steaua București (8)      | Universitatea București | Dinamo București        |
| 1973–74 | Steaua București (9)      | Dinamo București        | Minaur Baia Mare        |
| 1974–75 | Steaua București (10)     | Dinamo București        | Minaur Baia Mare        |
| 1975–76 | Steaua București (11)     | Dinamo București        | Minaur Baia Mare        |
| 1976–77 | Steaua București (12)     | Dinamo București        | Dinamo Brașov           |
| 1977–78 | Dinamo București (8)      | Steaua București        | Minaur Baia Mare        |
| 1978–79 | Steaua București (13)     | Politehnica Timișoara   | Dinamo București        |
| 1979–80 | Steaua București (14)     | Minaur Baia Mare        | Știința Bacău           |
| 1980–81 | Steaua București (15)     | Minaur Baia Mare        | Dinamo București        |
| 1981–82 | Steaua București (16)     | Dinamo București        | Minaur Baia Mare        |
| 1982–83 | Steaua București (17)     | Dinamo București        | Minaur Baia Mare        |
| 1983–84 | Steaua București (18)     | Dinamo București        | Minaur Baia Mare        |
| 1984–85 | Steaua București (19)     | Minaur Baia Mare        | Politehnica Timișoara   |
| 1985–86 | Dinamo București (9)      | Steaua București        | Politehnica Timișoara   |
| 1986–87 | Steaua București (20)     | Politehnica Timișoara   | Minaur Baia Mare        |
| 1987–88 | Steaua București (21)     | Dinamo București        | Minaur Baia Mare        |
| 1988–89 | Steaua București (22)     | Dinamo București        | Minaur Baia Mare        |
| 1989–90 | Steaua București (23)     | Dinamo București        | Minaur Baia Mare        |
| 1990–91 | Politehnica Timișoara (1) | Dinamo București        | Universitatea Craiova   |
| 1991–92 | Universitatea Craiova (1) | Minaur Baia Mare        | Steaua București        |
| 1992–93 | Universitatea Craiova (2) | Minaur Baia Mare        | Steaua București        |
| 1993–94 | Steaua București (24)     | Minaur Baia Mare        | Universitatea Craiova   |
| 1994–95 | Dinamo București (10)     | Minaur Baia Mare        | Universitatea Craiova   |
| 1995–96 | Steaua București (25)     | Fibrex Piatra Neamț     | Minaur Baia Mare        |
| 1996–97 | Dinamo București (11)     | Steaua București        | Minaur Baia Mare        |

#### Liga Națională
Începând cu sezonul 1997-1998 prima ligă a handbalului masculin din România poartă denumirea de Liga Națională.
| Sezonul   | Campionii                 | Locul II                  | Locul III                 |
| --------- | ------------------------- | ------------------------- | ------------------------- |
| 1997-1998 | HC Minaur Baia Mare (1)   | Fibrex Săvinești          | Steaua București          |
| 1998-1999 | HC Minaur Baia Mare (2)   | Steaua București          | Fibrex Săvinești          |
| 1999-2000 | Steaua București (26)     | Fibrex Săvinești          | CSU Cluj Napoca           |
| 2000-2001 | Steaua București (27)     | Fibrex Săvinești          | Dinamo București          |
| 2001-2002 | Fibrex Săvinești (1)      | Dinamo București          | HCM Constanța             |
| 2002-2003 | Fibrex Săvinești (2)      | Dinamo București          | HC Minaur Baia Mare       |
| 2003-2004 | HCM Constanța (1)         | Dinamo București          | HC Minaur Baia Mare       |
| 2004-2005 | Dinamo București (12)     | HCM Constanța             | HC Minaur Baia Mare       |
| 2005-2006 | HCM Constanța (2)         | Dinamo București          | Steaua București          |
| 2006-2007 | HCM Constanța (3)         | Steaua București          | Dinamo București          |
| 2007-2008 | Steaua București (28)     | HCM Constanța             | CS UCM Reșița             |
| 2008-2009 | HCM Constanța (4)         | CS UCM Reșița             | Dinamo București          |
| 2009-2010 | HCM Constanța (5)         | CS UCM Reșița             | Pandurii Tg. Jiu          |
| 2010-2011 | HCM Constanța (6)         | HC Odorheiu Secuiesc      | CSU Suceava               |
| 2011-2012 | HCM Constanța (7)         | Știința Bacău             | HC Odorheiu Secuiesc      |
| 2012-2013 | HCM Constanța (8)         | Știința Bacău             | HC Odorheiu Secuiesc      |
| 2013-2014 | HCM Constanța (9)         | Știința Bacău             | AHC Potaissa Turda        |
| 2014-2015 | HC Minaur Baia Mare (3)   | CSM București             | CSU Suceava               |
| 2015-2016 | Dinamo București (13)     | CSM București             | Politehnica Timișoara     |
| 2016-2017 | Dinamo București (14)     | CSM București             | AHC Potaissa Turda        |
| 2017-2018 | Dinamo București (15)     | Steaua București          | AHC Potaissa Turda        |
| 2018-2019 | Dinamo București (16)     | Dobrogea Constanța        | AHC Potaissa Turda        |
| 2019-2020 | Anulat din cauza Covid-19 | Anulat din cauza Covid-19 | Anulat din cauza Covid-19 |
| 2020-2021 | Dinamo București (17)     | AHC Potaissa Turda        | HCDS Constanța            |
| 2021-2022 | Dinamo București (18)     | HC Minaur Baia Mare       | HCDS Constanța            |
| 2022-2023 | Dinamo București (19)     | Minaur Baia Mare          | CSM Constanța             |
| 2023-2024 | Dinamo București (20)     | CSM Constanța             | Minaur Baia Mare          |
| 2024-2025 | Dinamo București (21)     | AHC Potaissa Turda        | ACS HC Buzău 2012         |

## Performanțe pe cluburi
| Club                  | Titluri | Anii Câștigători |
| --------------------- | ------- | --- |
| Steaua București      | 28      | 1963, 1967, 1968, 1969, 1970, 1971, 1972, 1973, 1974, 1975, 1976, 1977, 1979, 1980, 1981, 1982, 1983, 1984, 1985, 1987, 1988, 1989, 1990, 1994, 1996, 2000, 2001, 2008 |
| Dinamo București      | 21      | 1959, 1960, 1961, 1962, 1964, 1965, 1966, 1978, 1986, 1995, 1997, 2005, 2016, 2017, 2018, 2019, 2021, 2022, 2023, 2024, 2025                                           |
| CSM Constanța         | 9       | 2004, 2006, 2007, 2009, 2010, 2011, 2012, 2013, 2014 |
| Minaur Baia Mare      | 3       | 1998, 1999, 2015 |
| Universitatea Craiova | 2       | 1992, 1993 |
| Fibrex Săvinești      | 2       | 2002, 2003 |
| Politehnica Timișoara | 1       | 1991 |

## Sezonul 2025-2026
| Club                  | Stadion                                | Capacitate |
| --------------------- | -------------------------------------- | ---------- |
| CSM București         | Sala Polivalentă „Rapid”               | 1.500      |
| HC Buzău              | Sala Sporturilor „Romeo Iamandi”       | 1.868      |
| CSM Constanța         | Sala Sporturilor Constanța             | 2.100      |
| Dinamo București      | Sala Polivalentă Dinamo                | 2.538      |
| CSM Focșani           | Sala Sporturilor "Vrancea" Focșani     | 1.400      |
| Minaur Baia Mare      | Sala Sporturilor „Lascăr Pană”         | 2.200      |
| Politehnica Timișoara | Sala „Constantin Jude”                 | 1.540      |
| Potaissa Turda        | Sala de sport "Gheorghe Barițiu" Turda | 600        |
| CSM Sighișoara        | Sala „Radu Voina”                      |            |
| CSU Suceava           | Sala Sporturilor Suceava               | 500        |
| Universitatea Cluj    | Sala „Horia Demian”                    | 3.000      |
| CSM Vaslui            | Sala Sporturilor Vaslui                | 1.500      |

## Cel mai bun marcator
- 2017–18:  Gabriel Bujor – HC Vaslui (202)
- 2016–17:  Gabriel Bujor – HC Vaslui (222)
- 2015–16:  Gabriel Florea – CSA Steaua București (221)
- 2013–14:  Claudiu Dediu – ASC Potaissa Turda (195)
- 2012–13:  Andrei Grasu  – CS Universitatea Politehnica Timișoara (154)
- 2011–12:  Darius Apolzan – Energia Lignitul Pandurii Târgu Jiu (176)
- 2010–11:  Gabriel Florea – Energia Lignitul Pandurii Târgu Jiu (200)

## Clasament EHF

### Coeficientul Ligii în sezonul 2021/22 la masculin
Indică țările care și-au primit punctele de coeficient din participarea la Cupa Challenge EHF Masculin.
Din sezonul 2021-22
| Ranking | Ranking | Ranking | League                       | Coeff. | Places in 2021–22 season | Places in 2021–22 season | Places in 2021–22 season | Places in 2021–22 season |
| 2021/22 | Mvmt.   | 2020/21 | League                       | Coeff. | CL                       | EL                       | EC                       | Total                    |
| ------- | ------- | ------- | ---------------------------- | ------ | ------------------------ | ------------------------ | ------------------------ | ------------------------ |
| 1       | +1      | 2       | Liqui Moly Bundesliga        | 133.67 | 1                        | 4                        | 0                        | 5                        |
| 2       | ↓ -1    | 1       | Liqui Moly Starligue         | 132.83 | 1                        | 4                        | 0                        | 5                        |
| 3       | +2      | 5       | Liga Sacyr ASOBAL            | 95.83  | 1                        | 3                        | 0                        | 4                        |
| 4       | –       | 2       | Nemzeti Bajnokság I          | 94.83  | 1                        | 3                        | 0                        | 4                        |
| 5       | ↓ -2    | 3       | Super Liga                   | 93.00  | 1                        | 3                        | 0                        | 4                        |
| 6       | —       | 6       | PGNiG Superliga              | 77.00  | 1                        | 3                        | 0                        | 4                        |
| 7       | —       | 7       | Håndboldligaen               | 74.50  | 1                        | 3                        | 0                        | 4                        |
| 8       | +1      | 9       | Placard Andebol 1            | 69.00  | 1                        | 3                        | 0                        | 4                        |
| 9       | ↓ -1    | 8       | Paket24 Premijer liga        | 46.33  | 1                        | 3                        | 0                        | 4                        |
| 10      | +3      | 13      | Liga Națională               | 44.67  | 0                        | 2                        | 2                        | 4                        |
| 11      | ↓ -1    | 10      | Chempiyanat 1                | 43.83  | 0                        | 2                        | 2                        | 4                        |
| 12      | +2      | 14      | NLB liga                     | 41.67  | 0                        | 2                        | 2                        | 4                        |
| 13      | ↓ -1    | 12      | Handbollsligan               | 38.33  | 0                        | 2                        | 2                        | 4                        |
| 14      | ↓ -3    | 11      | Superleague                  | 34.17  | 0                        | 2                        | 2                        | 4                        |
| 15      | —       | 15      | Quickline Handball League    | 30.67  | 0                        | 2                        | 2                        | 4                        |
| 16      | –       | 16      | REMA 1000-ligaen             | 29.50  | 0                        | 2                        | 2                        | 4                        |
| 17      | +1      | 18      | Niké Handball Extraliga      | 21.33  | 0                        | 2                        | 2                        | 4                        |
| 18      | ↓ -1    | 17      | Superleague                  | 21.33  | 0                        | 2                        | 2                        | 4                        |
| 19      | –       | 19      | SM-liiga                     | 19.67  | 0                        | 1                        | 3                        | 4                        |
| 20      | +2      | 22      | ZTE Meisterliga              | 15.20  | 0                        | 1                        | 3                        | 4                        |
| 21      | ↓ -1    | 20      | Süper Ligi                   | 14.00  | 0                        | 1                        | 3                        | 4                        |
| 22      | +2      | 24      | Eerste Klasse                | 9.33   | 0                        | 1                        | 3                        | 4                        |
| 23      | +4      | 27      | Extraliga                    | 9.17   | 0                        | 1                        | 3                        | 4                        |
| 24      | ↓ -1    | 23      | Olís deildin                 | 9.00   | 0                        | 1                        | 3                        | 4                        |
| 24      | ↓ -3    | 21      | Ligat Winner                 | 9.00   | 0                        | 1                        | 3                        | 4                        |
| 26      | +2      | 28      | Handball Premier             | 8.80   | 0                        | 1                        | 3                        | 4                        |
| 27      | +2      | 29      | Arkus Liga                   | 7.17   | 0                        | 1                        | 3                        | 4                        |
| 28      | ↓ -3    | 25      | Axa League                   | 6.33   | 0                        | 1                        | 3                        | 4                        |
| 29      | ↓ -3    | 26      | Lotto Eredivisie             | 6.20   | 0                        | 1                        | 3                        | 4                        |
| 30      | ↓ –1    | 29      | Superliga                    | 5.33   | 0                        | 1                        | 3                        | 4                        |
| 1       | —       | 1       | Premijer liga BiH            | 18.33  | 0                        | 0                        | 3                        | 3                        |
| 2       | +1      | 3       | Rankinio Lyga                | 10.67  | 0                        | 0                        | 3                        | 3                        |
| 3       | ↓ -1    | 2       | GHR A                        | 5.67   | 0                        | 0                        | 3                        | 3                        |
| 4       | +1      | 5       | Premier League               | 5.33   | 0                        | 0                        | 3                        | 3                        |
| 5       | —       | 5       | A1 Andrón                    | 5.00   | 0                        | 0                        | 3                        | 3                        |
| 6       | +4      | 10      | SynotTip Virsliga            | 4.00   | 0                        | 0                        | 3                        | 3                        |
| 7       | —       | 7       | Divizia Națională            | 3.67   | 0                        | 0                        | 3                        | 3                        |
| 8       | —       | 8       | Serie A                      | 3.33   | 0                        | 0                        | 3                        | 3                        |
| 8       | ↓ -4    | 4       | Prva Liga                    | 3.33   | 0                        | 0                        | 3                        | 3                        |
| 10      | ↓ -1    | 8       | 1st League                   | 3.00   | 0                        | 0                        | 3                        | 3                        |
| 11      | +3      | 14      | Faroese Handball League      | 1.00   | 0                        | 0                        | 3                        | 3                        |
| 12      | ↓ -1    | 11      | Premier Handball League      | 0.67   | 0                        | 0                        | 3                        | 3                        |
| 12      | ↓ -1    | 11      | Meistriliiga                 | 0.67   | 0                        | 0                        | 3                        | 3                        |
| 14      | ↓ -3    | 11      | 1st Division                 | 0.33   | 0                        | 0                        | 3                        | 3                        |
| 15      | ↓ -1    | 14      | ALB, AND, ARM, IRL, LIE, MON | 0.00   | 0                        | 0                        | 3                        | 3                        |